# John Hume
John Hume (Derry, 18 de janeiro de 1937 - Derry, 3 de agosto de 2020) foi um político norte-irlandês.
Foi agraciado com o Nobel da Paz de 1998, pelos seus esforços no sentido de uma solução pacífica para o conflito na Irlanda do Norte.

## Biografia
Hume nasceu em Derry e planejava se tornar padre. No entanto, no seminário, mudou de ideia e se formou em História e Francês. Deu aulas em sua cidade natal onde viveu a realidade do conflito e começou a atuar politicamente. Em 1969, foi eleito como candidato independente ao Parlamento irlandês. No ano seguinte, foi um dos fundadores do Partido Social-Democrata e Trabalhista (SDLP), do qual se tornou líder em 1979.
Em 1983, elegeu-se para o Parlamento britânico, aproveitando para dar visibilidade ao conflito entre católicos e protestantes em seu país. Também passou a dialogar com Gerry Adams, líder do partido Sinn Fein, braço político do Exército Republicano Irlandês (IRA). Os dois encontravam-se em Derry, local que acabou sendo alvo de diversos ataques a bomba ao longo dos anos. As conversas levaram ao acordo de Belfast. Assinado em 10 de abril de 1998, determinou o fim das desavenças entre os governos britânico e irlandês. Com a saúde abalada, deixou a liderança do partido em 2001.
Pelo acordo da Sexta-Feira Santa, dividiu com o líder do Partido Unionista do Ulster (UUP) e então premiê norte-irlandês, David Trimble, o Nobel da Paz em 1998.
Morreu no dia 3 de agosto de 2020, num lar de idosos em Derry, aos 83 anos. Há anos Hume sofria de demência.